# Sojuela
Sojuela tỉnh và cộng đồng tự trị La Rioja, phía bắc Tây Ban Nha. Đô thị này có diện tích là 15,15 ki-lô-mét vuông, dân số năm 2009 là 227 người với mật độ 14,98 người/km². Đô thị này có cự ly 15 km so với Logroño.